# 寺本廃寺

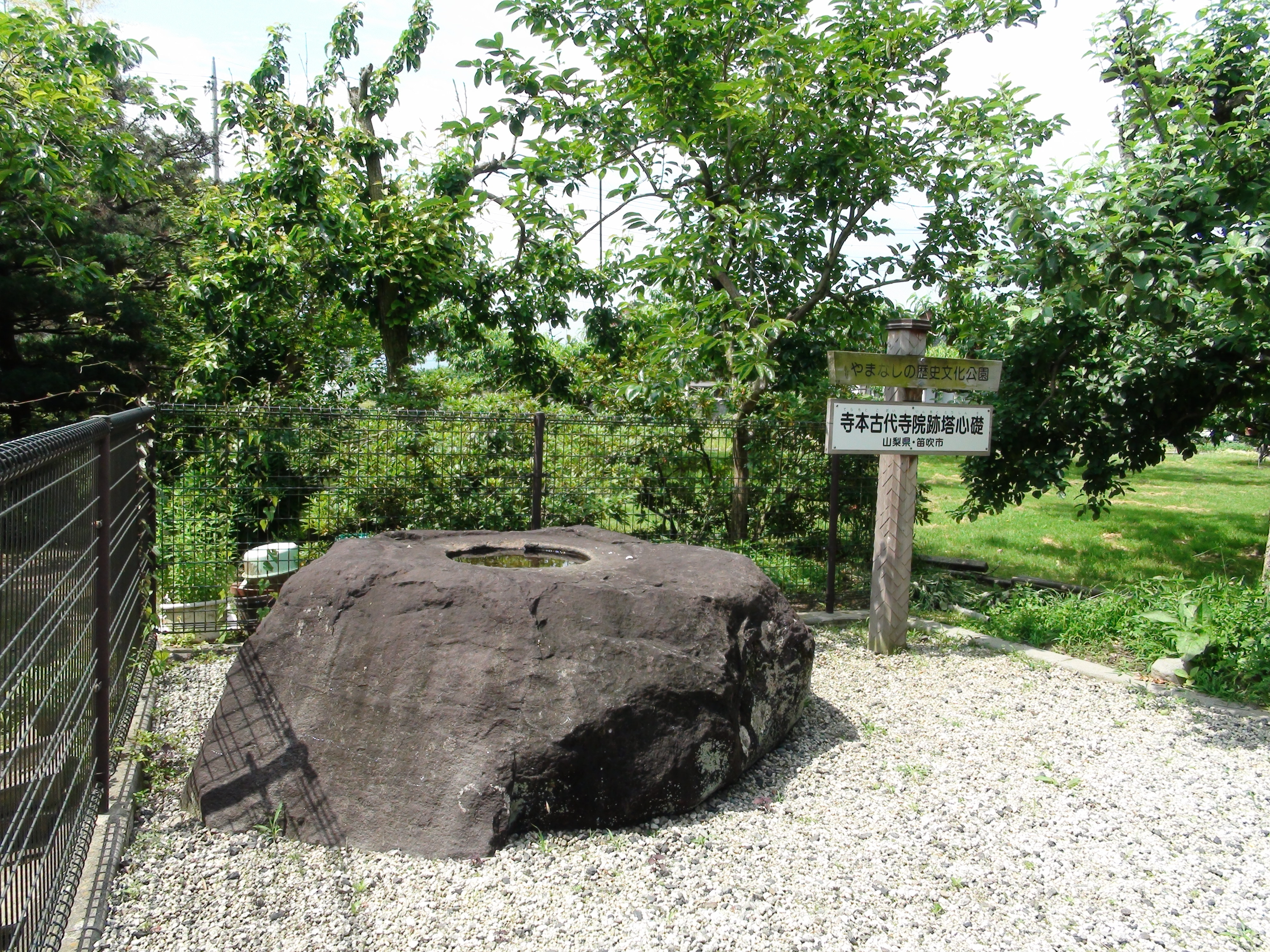
寺本廃寺跡塔心礎（2010年6月撮影）

寺本廃寺（てらもとはいじ）は、山梨県笛吹市春日居町寺本にあった、7世紀後半（飛鳥時代後期、文化史上の白鳳期）の創建と推定される古代寺院。「甲斐寺本廃寺」とも称され、近年は「寺本古代寺院跡」の呼称が用いられている。

## 古代甲斐国への仏教伝来と研究史
山梨県中部、甲府盆地の北縁部に位置。鳳山川と西川の形成する微高地上に立地する同県内最古の古代寺院遺跡である。笛吹市春日居地域は山梨郡山梨郷にあたり、6世紀までの春日居古墳群をはじめ初期国府関係遺跡が集中しており、鎮目など軍団に関わる地名も見られる。
6世紀半ば頃に日本へ伝来した仏教が甲斐国へも伝えられていたことを示す古代寺院遺跡である。同時期の古代寺院は他に見られないが、県内では終末期の古墳から仏教文化の影響が見られ、7世紀には甲斐市天狗沢の天狗沢瓦窯跡から供給先は不明であるが古代瓦が出土している。8世紀初頭には甲府市横根町の東畑遺跡から小金銅仏（観音菩薩立像）が出土しており、甲斐国分寺・国分尼寺をはじめ、各地に寺院が建立されはじめる。造営者は不明だが、大伴氏である可能性も考えられている。隣接する甲府市東部の川田町には古代寺院へ瓦を供給していたと考えられている川田瓦窯跡や上土器遺跡があり、寺本廃寺と共通する古代瓦が出土している。
寺本廃寺の性格をめぐっては変遷があり、初期国分寺や国分尼寺、郡寺や氏寺、国府附属寺院であるなどの諸説があったが、現在では単鳳環頭大刀柄頭を副葬された春日居古墳群の有力首長の氏寺か国府附属寺院であると考えられている。『甲斐国志』によれば江戸時代までは国分尼寺と考えられていたが、1938年（昭和13年）に大場磐雄『国分寺の研究』により否定された。

## 検出遺構と出土遺物

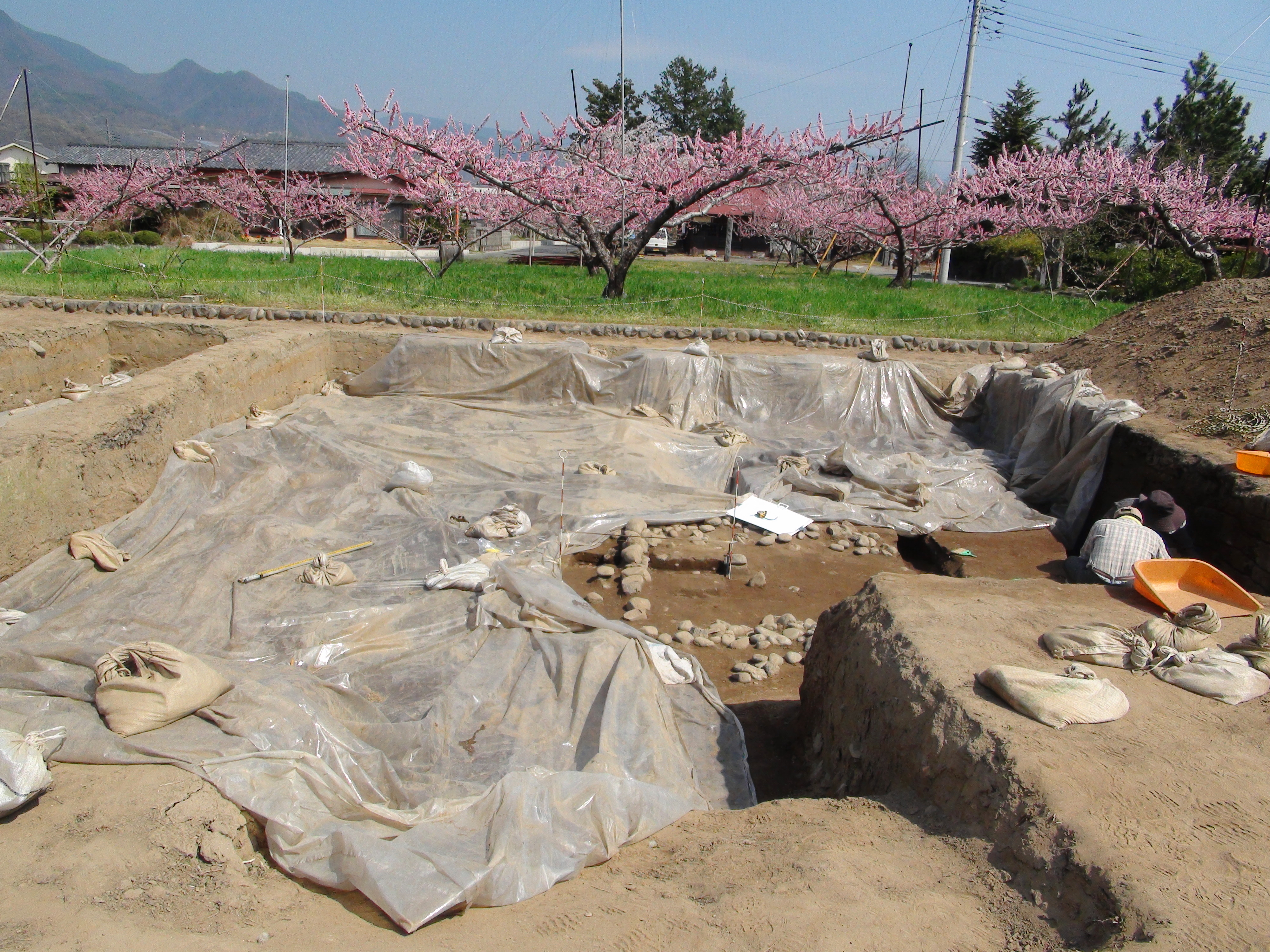
遺構発掘の様子（2011年4月撮影）

1950年（昭和25年）、石田茂作により遺跡中央東部に位置する塔心礎付近で発掘調査が行われ、『考古学雑誌』で紹介される。1981年（昭和56年）、翌1982年、1986年（昭和61年）の3次にわたり春日居町（現・笛吹市）教育委員会による発掘調査が行われた。遺構は塔跡から確認された塔心礎を残して埋め戻され、周辺は果樹地帯となっている。
130 m四方の寺域で、中央北には現在の山王神社が位置する。回廊内の東に塔、西に金堂、これらの北に講堂を配置する法起寺式伽藍配置で、金堂と塔が極めて隣接して配置されていることが特色である。塔跡からは直径2.8 m、厚さ1.3 mの安山岩自然石を利用した塔心礎が確認され、上面を平坦に中央に2段の円形孔が空けられている。北東からは根石が出土し、初重平面は5.4 m四方であったと考えられている。山王神社の南にあたる講堂跡は南北18 m、東西22 mで桁行7間、梁間5間と推定され、根石と雨落溝が確認されている。金堂跡は砂層の地山上が整地され、南北12 m、東西20 mと推定されている。整地層の上からは軒瓦と基壇を区画する玉石が検出されている。山王神社の西にあたる伽藍北側の僧房跡は南北20 m、東西8 mと推定され、軒瓦と根石のほか生活用具の出土遺物が確認されている。また、西南北には門跡が確認されている。
出土遺物では瓦類が多く、平瓦、丸瓦、軒丸瓦、軒平瓦など。軒丸瓦は文様から8形式に、軒平瓦は4形式に分類される。また、「五千四百」と記された文字瓦も1点出土している。軒丸瓦の組合せ様式から7世紀の創建で8世紀中頃に補修されたと考えられており、白鳳期の単弁八葉蓮華文軒丸瓦と四重弧文軒平瓦の組合せと、天平期の複弁六葉蓮華文軒丸瓦と均整唐草文軒平瓦の組合せが見られる。土器は弥生時代から幅広く出土し、寺域内では10世紀のものが多く、寺域外からは11世紀以降の土器が多く出土する。僧房推定地からは墨書土器や燈明皿、塑像仏像の破片（県内では同時期の塑像断片に笛吹市八代地域の瑜伽寺所蔵品がある）、丸玉、鉄釘、紡錘車、古銭などが出土している。
出土資料は春日井郷土館と山梨県立考古博物館に所蔵されており、出土瓦の一部は山梨県立博物館において常設展示されている。